# Русько-Лозівська волость
Русько-Лозівська волость — адміністративно-територіальна одиниця Харківського повіту Харківської губернії.

Найбільші поселення волості станом на 1914 рік:
- село Руська Лозова — 6124 мешканців.

Виконувачем обов'язків старшини волості був Лавров Микола Степанович, волосним писарем — Островерхій Тимофій Федорович, головою волосного суду — Федоріщев Дем'ян Леонтійович.